# Джон Говард Нортроп
Джо́н Го́вард Но́ртроп (англ. John Howard Northrop; 5 липня 1891, Йонкерс, Нью -Йорк — 27 травня 1987, Вікенберг, Аризона) — американський біохімік. Лауреат Нобелівської премії з хімії 1946 року.

## Біографія
Нортроп народився в сім'ї зоолога і викладача Колумбійського університету. Його мати Аліса Нортроп працювала вчителем ботаніки в Хантер-коледжі, батько помер у лабораторії під час вибуху за два тижні до народження Джона.
Закінчив Колумбійський університет в 1912 році, з 1915 року доктор філософії там же. У 1916—1961 роках працював в Рокфеллерівському інституті медичних досліджень. Під час Другої світової війни, він проводив дослідження для армії США в області виробництва ацетона і етанола шляхом ферментації. У наслідку ця робота привела до вивчення ферментів.
У 1917 р. одружився з Луїзою Вокер, у них було двоє дітей: син Джон став океанографом, донька Аліса одружена з лауреатом Нобелівської премії Фредеріком Роббінсом. У 1987 році Нортроп покінчив життя самогубством.

## Основні роботи
Основні праці з біохімії ферментів. Вперше (спільно із співробітниками) виділив у кристалічному вигляді протеолітичні ферменти: пепсин (1930), трипсин (1932) та ін., А також один з вірусів і дифтерійний антитоксин. Слідом за Дж. Самнером довів білкову природу ферментів.

## Нобелівська премія
У 1946 році у отримав Нобелівську премію з хімії, спільно з Уенделл Стенлі і Джеймсом Самнером «за виділення в чистому вигляді ферментів і вірусних білків».